# Animafest Zagreb
Festivalul Internațional de Film de Animație Zagreb (în croată Svjetski festival animiranog filma), cunoscut și sub numele de Animafest Zagreb, este un festival de film dedicat în întregime filmului de animație și se desfășoară anual în Zagreb, Croația. Inițiat de Asociația Internațională de Film de Animație (ASIFA), evenimentul a fost înființat în 1972. Animafest este al doilea cel mai vechi festival de animație din lume, după Festivalul Internațional de Film de Animație de la Annecy (înființat în 1960).
Ideea de a crea evenimentul a venit după recunoașterea la nivel mondial a scurtmetrajelor de animație produse de autori aparținând Școlii de Filme de Animație din Zagreb în anii 1950 și 1960. Candidatura Zagrebului pentru organizarea unui festival permanent de film de animație a fost acceptată la întâlnirea ASIFA din 1969 de la Londra.
Premiile festivalului includ premii acordate în Competiția de scurtmetraj, Competiția de lungmetraj, Competiția de film pentru studenți, Filme pentru copii, Competiția specifică site-ului și competiția croată. Premiul pentru „Cea mai bună primă producție realizată în afară de instituțiile de învățământ” este numit în onoarea lui Zlatko Grgić, un animator croat. Premiul pentru întreaga activitate, care este unic pentru festivalurile de film de animație, a fost înființat în 1986. Un premiu pentru contribuția remarcabilă la teoria animației a fost adăugat în 2002. 

## Câștigătorii Marelui Premiu
Din 1972 până în 2004, Animafest a fost un eveniment bienal axat pe scurtmetraje animate, care se desfășura în fiecare an par, cu excepția anului 1976. Între 2005 și 2015 a fost introdusă o ediție a festivalului de lungmetraj, care a avut loc în fiecare an între edițiile de scurtmetraj. În 2015, selecțiile de scurtmetraje și lungmetraje au fost fuzionate într-un singur eveniment, programat să aibă loc în fiecare an.

### Scurt metraje
| An   | Titlu în engleză                    | Regizor(i)                           | Country                             |
| ---- | ----------------------------------- | ------------------------------------ | ----------------------------------- |
| 1972 | The Battle of Kerzhenets            | Ivan Ivanov-Vano and Yuriy Norshteyn | Uniunea Sovietică                   |
| 1974 | The Diary                           | Nedeljko Dragić                      | Iugoslavia                          |
| 1976 | Festival nu a avut loc.[A]          | Festival nu a avut loc.[A]           | Festival nu a avut loc.[A]          |
| 1978 | Satiemania                          | Zdenko Gašparović                    | Iugoslavia                          |
| 1980 | Tale of Tales                       | Yuriy Norshteyn                      | Uniunea Sovietică                   |
| 1982 | Marele Premiu nu a fost acordat.[B] | Marele Premiu nu a fost acordat.[B]  | Marele Premiu nu a fost acordat.[B] |
| 1984 | Jumping                             | Osamu Tezuka                         | Japonia                             |
| 1986 | Marele Premiu nu a fost acordat.[B] | Marele Premiu nu a fost acordat.[B]  | Marele Premiu nu a fost acordat.[B] |
| 1988 | Breakfast on the Grass              | Priit Pärn                           | Uniunea Sovietică                   |
| 1990 | The Brooch Pin And The Sinful Clasp | JoWonder                             | Regatul Unit                        |
| 1992 | Franz Kafka                         | Piotr Dumała                         | Polonia                             |
| 1994 | The Wrong Trousers×                 | Nick Park                            | Regatul Unit                        |
| 1996 | 1895                                | Priit Pärn and Janno Põldma          | Estonia                             |
| 1998 | Rusalka                             | Aleksandr Petrov                     | Rusia                               |
| 2000 | When the Day Breaks≠                | Wendy Tilby and Amanda Forbis        | Canada                              |
| 2002 | Father and Daughter×                | Michaël Dudok de Wit                 | Țările de Jos                       |
| 2004 | Mount Head≠                         | Kōji Yamamura                        | Japonia                             |
| 2006 | Dreams and Desires - Family Ties    | Joanna Quinn                         | Regatul Unit                        |
| 2008 | The Pearce Sisters                  | Luis Cook                            | Regatul Unit                        |
| 2010 | Divers in the Rain                  | Olga Pärn and Priit Pärn             | Estonia                             |
| 2012 | Oh Willy...                         | Emma De Swaef and Marc James Roels   | Belgia                              |
| 2014 | Love Games                          | Yumi Joung                           | Coreea de Sud                       |
| 2015 | We Can't Live Without Cosmos≠       | Konstantin Bronzit                   | Rusia                               |
| 2016 | Endgame                             | Phil Mulloy                          | Regatul Unit                        |
| 2017 | Nighthawk                           | Špela Čadež                          | Slovenia Croația                    |
| 2018 | La Chute                            | Boris Labbé                          | Franța                              |
| 2019 | Acid Rain                           | Tomek Popakul                        | Polonia                             |
| 2020 | Just A Guy                          | Shoko Hara                           | Germania                            |
| 2021 | Night Bus                           | Joe Hsieh                            | Taiwan                              |
| 2022 | The Garbage Man                     | Laura Gonçalves                      | Portugalia                          |

### Filme de lung metraj
| An   | Titlu în engleză                            | Regizor(i)                                                               | Țară                                        |
| ---- | ------------------------------------------- | ------------------------------------------------------------------------ | ------------------------------------------- |
| 2005 | Terkel în necazuri                          | Kresten Vestbjerg Andersen, Thorbjørn Christoffersen și Stefan Fjeldmark | Danemarca                                   |
| 2007 | Azur și Asmar: Căutarea prinților           | Michel Ocelot                                                            | Franța                                      |
| 2009 | Vals cu Bashir ≠                            | Ari Folman                                                               | Israel                                      |
| 2011 | Câinele meu Lalea                           | Paul Fierlinger și Sandra Fierlinger                                     | Statele Unite ale Americii                  |
| 2013 | Aprobat pentru Adopție                      | Laurent Boileau și Jung                                                  | Belgia Franța                               |
| 2015 | Băiatul și lumea ≠                          | Alê Abreu                                                                | Brazilia                                    |
| 2016 | Muntele Magic                               | Anca Damian                                                              | România                                     |
| 2017 | Țestoasa Roșie ≠                            | Michael Dudok De Wit                                                     | Franța Belgia Japonia                       |
| 2018 | Acest Tort Magnific!                        | Emma De Swaef și Marc James Roels                                        | Franța Belgia Țările de Jos                 |
| 2019 | Ruben Brandt, colecționar                   | Milorad Krstić                                                           | Ungaria                                     |
| 2020 | Competiția de lungmetraj nu a avut loc. [C] | Competiția de lungmetraj nu a avut loc. [C]                              | Competiția de lungmetraj nu a avut loc. [C] |
| 2021 | Nasul sau Conspirația Mavericks             | Andrei Hrzanovski                                                        | Rusia                                       |
| 2022 | Sunny Maad al meu                           | Michaela Pavlátová                                                       | Cehia                                       |